# Chiesa di San Rocco (Cosseria)
La chiesa di San Rocco è un luogo di culto cattolico situato nel comune di Cosseria, tra la via provinciale e via Adua, in provincia di Savona.

## Storia e descrizione

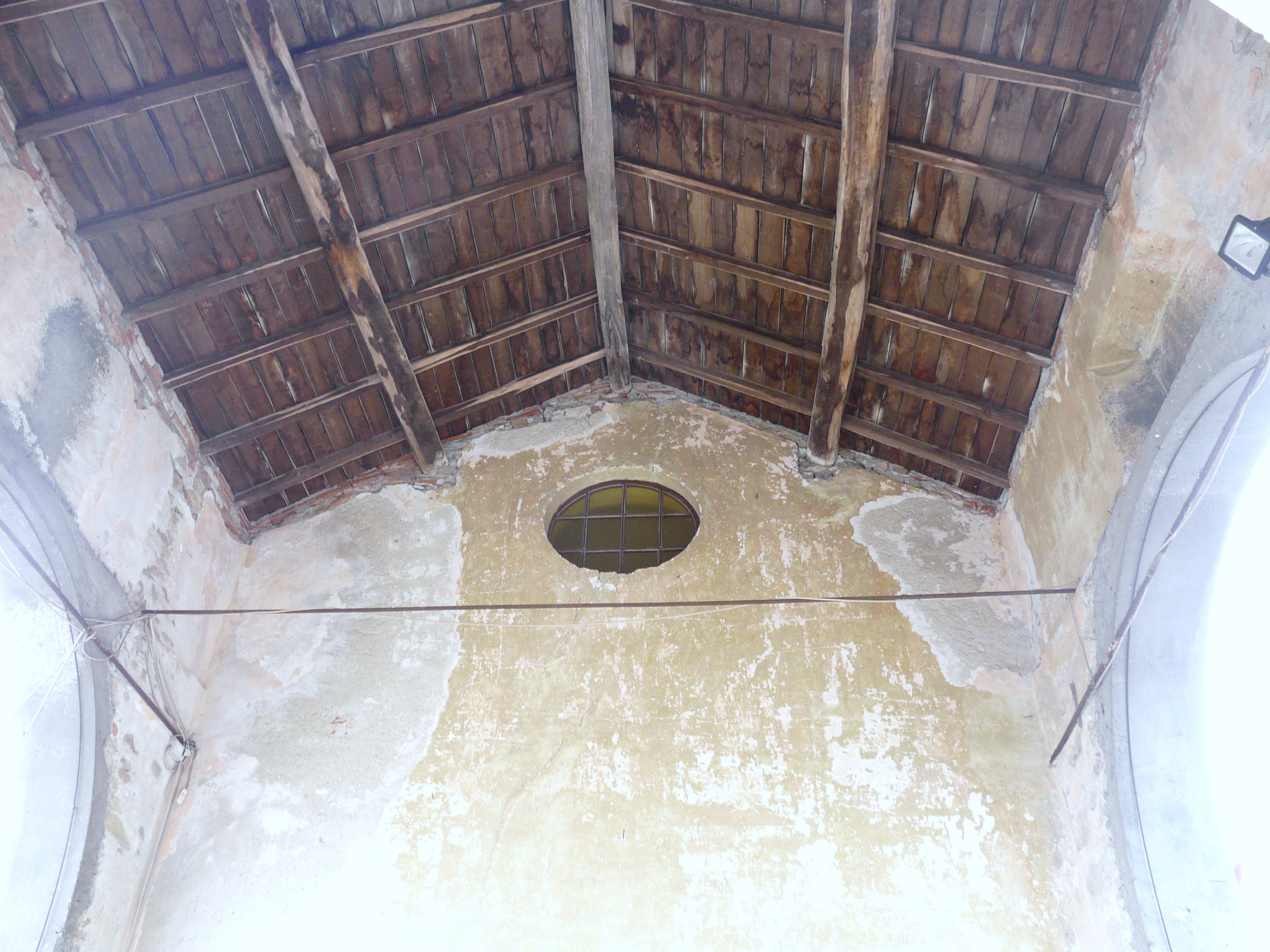
Particolare del soffitto interno

La costruzione del luogo di culto avvenne molto probabilmente nel XVII secolo, in un periodo in cui la pestilenza dilagava in Italia e che anche a Cosseria mieterà numerose vittime. In questa chiesa fu ospitato il comando delle truppe napoleoniche durante le fasi cruciali delle battaglie in val Bormida del 1796.
La chiesa ebbe il suo primo intervento restaurativo nel 1835 e ancora nel 1855 quando, con raccolte e oblazioni volontari, fu costruito un portico a 'mo di ringraziamento dopo la nuova epidemia di colera (50 i decessi accertati in paese). Il vicino campanile venne edificato nel 1893.
Nel 1992 furono restaurate le coperture e il campanile, nel 2000 la completa conservazione delle decorazioni interne.